# While петља
Код већине програмских језика, while петља је наредба контроле тока која омогућава коду да се извршава више пута на основу враћеног логичког типа. While петља се може посматрати и као понављајућа if наредба.

## Преглед
While конструкција се састоји од блока наредби и услова. Услов се прво процењује – ако је услов тачан, наредбе унутар блока се извршавају. Ово се понавља све док услов не постане нетачан. Због тога што while петља проверава услов пре него што изврши блок наредби, управљачка структура је често позната и као пред-тест петља. Пореди се са do while петљом, која проверава услов након што је петља извршена.
На пример, у C програмском језику (као и у Javi, C#, Objective-C и C++у, који користе исту синтаксу у овом случају), одсечак кода је:
```
int
 
x
 
=
 
0
;

while
 
(
x
 
<
 
5
)
 

{

    
printf
 
(
"x = %d
\n
"
,
 
x
);

    
x
++
;

}

```

прво проверава да ли је х мањи од 5, и зато што јесте, функција printf је покренута и након тога х се повећава за 1. Затим се опет проверава да ли је услов задовољен и петља се извршава све док је услов задовољен односно док променљива х не добије вредност 5.
Уочите да је могуће, у неким случајевима чак и пожељно, да за задате услове логички одговор увек буде тачан, и да се тако ствара бесконачна петља. Када се таква петља намерно направи, обично постоји друга контролна структура (као што је break наредба) која управља завршетком петље. На пример:
```
while
 
(
true
)
 

{

    
//ради компликоване ствари

    
if
 
(
Услов
)
 
break
;

    
//више ствари

}

```

## Еквивалентне структуре
У С програмском језику,
```
while
 
(
Услов
)
 

{

   
Изјаве
;

}

```

је еквивалентно са
```
if
 
(
Услов
)
 

{

   
do
 

   
{

      
Изјаве
;

   
}
 
while
 
(
Услов
);

}

```

или
```
while
 
(
true
)
 

{

   
if
 
(
!
Услов
)
 
break
;

   
Изјаве
;

}

```

или
```
   
goto
 
TEST
;

PETLJA
:

   
Изјаве
;

TEST
:

   
if
 
(
Услов
)
 
goto
 
PETLJA
;

```

или
```
TEST
:

   
if
 
(
!
Услов
)
 
goto
 
KRAJPETLJE
;

   
Изјаве

   
goto
 
TEST
;

KRAJPETLJE
:

```

Последње две нису препоручљиве зато што коришћење „goto“ изјава отежава програмеру да разуме ток контроле, и генерално се користе као последње средство.
Такође у С-у и његовим потомцима, while петља је for петља без иницијализације или бројања израза тј.
```
for
 
(
 
;
 
Услов
;
 
)

{

   
Изјаве
;

}

```

## Демонстрирањеwhileпетљи
Ове while петље ће рачунати факторијел броја 5:

### ActionScript 3
```
var
 
broj
:
int
 
=
 
5
;

var
 
faktorijel
:
int
 
=
 
1
;

while
 
(
 
broj
 
>
 
1
 
)

{

  
faktorijel
 
*=
 
broj
;

  
broj
--;

}

trace
 
(
"Faktorijel "
,
 
faktorijel
);

```

### Ada
```
with
 
Ada.Integer_Text_IO
;

procedure
 
Faktorijel
 
is

  
Broj
   
:
 
Integer
 
:=
 
5
;

  
Faktorijel
 
:
 
Integer
 
:=
 
1
;

begin

  
while
 
Broj
 
>
 
0
 
loop

    
Faktorijel
 
:=
 
Faktorijel
 
*
 
Broj
;

    
Broj
   
:=
 
Broj
 
-
 
1
;

  
end
 
loop
;

  
Ada
.
Integer_Text_IO
.
Put
 
(
Faktorijel
);

end
 
Faktorijel
;

```

### Basic -QBasicилиVisual Basic
```
Dim
 
broj
 
As
 
Integer
 
=
 
10
 
' даје вредност променљивој

Do
 
While
 
broj
 
>
 
0

    
broj
 
=
 
broj
 
-
 
1

Loop
 
' програм иде овде, све док број не буде 0

```

### Bourne (Unix) shell
```
broj
=
5

faktorijel
=
1

while
 
[
 
$broj
 
-gt
 
0
 
]
;
 
do

    
faktorijel
=
$((
faktorijel
 
*
 
broj
))

    
broj
=
$((
broj
 
-
 
1
))

done

echo
 
$faktorijel

```

### CилиC++
```
int
 
main
 
(
void
)

{

  
int
 
broj
 
=
 
5
;

  
long
 
faktorijel
 
=
 
1
;

 

  
while
 
(
broj
 
>
 
1
)

  
{

     
faktorijel
 
*=
 
broj
--
;

  
}

  
printf
(
"%d"
,
 
faktorijel
);

  
return
 
0
;

}

```

#### Скрипт синтакса
```
broj = 5;
faktorijel = 1;
 
while ( broj > 1 ){
    faktorijel *= broj--;
}
writeOutput(faktorijel);

```

#### Таг синтакса
```
<cfset
 
broj
 
=
 
5
>

<cfset
 
faktorijel
 
=
 
1
>

<cfloop
 
uslov
=
"broj GT 1"
>

    
<cfset
 
faktorijel
 
*=
 
broj
--
>

</cfloop>

<cfoutput>
#
faktorijel
#
</cfoutput>

```

### Фортран
```
program 
FaktorijelProg

  
integer
 
::
 
broj
 
=
 
5

  
integer
 
::
 
faktorijel
 
=
 
1

  
do while
 
(
broj
 
>
 
0
)

    
faktorijel
 
=
 
faktorijel
 
*
 
broj

    
broj
 
=
 
broj
 
-
 
1

  
end do

  print
 
*
,
 
faktorijel

end program 
FaktorijelProg

```

### Java,C#,D
Код while петље је исти за програме Java, C# и D:
```
int
 
broj
 
=
 
5
;

long
 
faktorijel
 
=
 
1
;

while
 
(
broj
 
>
 
1
)

{

   
faktorijel
 
*=
 
broj
--
;

}

```

За програм Java резултат се штампа као следеће:
```
System
.
out
.
println
(
faktorijel
);

```

Иста ствар у С#:
```
System
.
Console
.
WriteLine
(
faktorijel
);

```

И коначно у D:
```
writefln
(
faktorijel
);

```

### Јаваскрипт
```
var
 
broj
 
=
 
5
;

var
 
faktorijel
 
=
 
1
;

while
 
(
 
broj
 
>
 
1
 
)

{

  
faktorijel
 
*=
 
broj
--
;

}

document
.
write
(
faktorijel
);

```

### Lua
```
broj
 
=
 
5

faktorijel
 
=
 
1

while
 
broj
 
>
 
0
 
do

  
faktorijel
 
=
 
faktorijel
 
*
 
broj

  
broj
 
=
 
broj
 
-
 
1

end

print
(
faktorijel
)

```

### MATLAB
```
broj
 
=
 
5
;

faktorijel
 
=
 
1
;

while
 
(
broj
 
>
 
0
)

  
faktorijel
 
=
 
faktorijel
 
*
 
broj
;
      
%Увећава се вишеструко

  
broj
 
=
 
broj
 
-
 
1
;
                
%Опада

end

faktorijel

```

### Mathematica
```
 
Block
[{
broj
=
5
,
faktorijel
=
1
},
          
(*Локализује број и факторијел*)

         
While
[
broj
>
0
,
                
(*While петља*)

                
faktorijel
*=
broj
;
      
(*Увећава се вишеструко*)

                
broj
--
;
               
(*Опада*)

              
];

      
faktorijel

     
]

```

### Oberon,Oberon-2,Oberon-07, илиComponent Pascal
```
MODULE
 
Faktorijel
;

IMPORT
 
Out
;

VAR

  
Broj
,
 
Faktorijel
:
 
INTEGER
;

BEGIN

  
Broj
 
:=
 
5
;

  
Faktorijel
 
:=
 
1
;

  
WHILE
 
Broj
 
>
 
0
 
DO

    
Faktorijel
 
:=
 
Faktorijel
 
*
 
Broj
;

    
DEC
(
Broj
)

  
END
;

  
Out
.
Int
(
Faktorijel
,
0
)

END
 
Faktorijel
.

```

### Maya
```
int
 
$broj
 
=
 
5
;

int
 
$faktorijel
 
=
 
1
;

int
 
$multiplication
;

while
 
(
$broj
 
>
 
0
)

{

    
$multiplication
 
=
 
(
$faktorijel
 
*
 
$broj
);

     

    
$broj
 
-=
 
1
;

    

    
print
 
(
"Broj is: "
 
+
 
$broj
 
+
 
", multiplication is: "
 
+
 
$multiplication
 
+
 
"\n"
);

}

```

### Паскал
```
program
 
Faktorijel1
;

var

  
Broj
,
 
Faktorijel
:
 
integer
;

begin

  
Broj
 
:=
 
5
;

  
Faktorijel
 
:=
 
1
;

  
while
 
Broj
 
>
 
0
 
do

  
begin

    
Faktorijel
 
:=
 
Faktorijel
 
*
 
Broj
;

    
Broj
 
:=
 
Broj
 
-
 
1

  
end
;

  
WriteLn
(
Faktorijel
)

end
.

```

### Перл
```
my
 
$broj
 
=
 
5
;

my
 
$faktorijel
 
=
 
1
;

while
 
(
 
$broj
 
>
 
0
 
)
 
{

    
$faktorijel
 
*=
 
$broj
--
;
 
# Увећава се вишеструко, након тога опада

}

print
 
$faktorijel
;

```

While петље се често користе за читање података линију по линију (као што је дефинисано са $/ сепаратором) из отвореног фајла:
```
open
 
IN
,
 
"<test.txt"
;

while
 
(
 
<IN>
 
)
 
{

  
print
;

}

close
 
IN
;

```

### PHP
```
$broj
 
=
 
5
;

$faktorijel
 
=
 
1
;

while
(
$broj
 
>
 
0
)
 
{

  
$faktorijel
 
*=
 
$broj
;
 
// Прво се увећава вишеструко.

  
$broj
--
;
 
// Након тога опада.

}

echo
 
$faktorijel
;

```

### PL/I
```
declare broj fixed initial(5);
declare faktorijel fixed initial(1);

do while(broj > 0)
  faktorijel = faktorijel * broj;
  broj = broj - 1;
  end;
```

### Python
```
broj
 
=
 
5
 
# Вредност променљиве је 5 

faktorijel
 
=
 
1
 
# Вредност променљиве је 1

while
 
broj
 
>
 
0
:
 
# Док је број(5) већи од 0 

    
faktorijel
 
*=
 
broj
              
# Промени вредност факторијела у 

                                      
# факторијел х број.

    
    
broj
 
-=
 
1
                      
# Промени вредност броја у

                                      
# број - 1.

print
(
faktorijel
)
 
# Штампа вредност факторијела.

```

While петља која се не завршава:
```
while
 
True
:

    
print
(
"Упомоћ! Заглављен сам у петљи!"
)

```

### Racket
У Racket, као и у осталим Scheme имплементацијама, let је популаран начин да се имплементира петља:
```
#
lang
 
racket

(
define
 
broj
 
5
)

(
define
 
faktorijel
 
1
)

(
let
 
loop
 


  
(
when
 
(
>
 
broj
 
0
)

    
(
set!
 
faktorijel
 
(
*
 
faktorijel
 
broj
))

    
(
set!
 
broj
 
(
sub1
 
broj
))

    
(
loop
)))

(
displayln
 
faktorijel
)

```

Користећи макро систем, имплементација while петље је тривиална вежба:
```
#
lang
 
racket

(
define-syntax-rule
 
(
while
 
test
 
body
 
...
)
 
; убацује while петљу

  
(
let
 
loop
 

 
(
when
 
test
 
body
 
...
 
(
loop
))))

(
define
 
broj
 
5
)

(
define
 
faktorijel
 
1
)

(
while
 
(
>
 
broj
 
0
)

  
(
set!
 
faktorijel
 
(
*
 
faktorijel
 
broj
))

  
(
set!
 
broj
 
(
sub1
 
broj
)))

(
displayln
 
faktorijel
)

```

### Ruby
```
# Израчунава факторијел од 5

i
 
=
 
1

faktorijel
 
=
 
1

while
 
i
 
<
 
5

  
faktorijel
 
*=
 
i

  
i
 
+=
 
1

end

puts
 
faktorijel

```

### Smalltalk
За разлику од осталих језика, у Smalltalk-у while петља није језичка конструкција већ је дефинисана у класи BlockClosure као метод са једним параметром, телом као затварањем, користећи себе као услов.
```
|
 count faktorijel 
|

count
 
:=
 
5
.

faktorijel
 
:=
 
1
.

[ 
count
 
>
 
0
 ] 
whileTrue:
 
    [ 
faktorijel
 
:=
 
faktorijel
 
*
 
count
.

    
count
 
:=
 
count
 
-
 
1
 ]
.

Transcript
 
show:
 
faktorijel

```

Smalltalk такође има одговарајући whileFalse: метод.

### Tcl(Tool command language)
```
set
 
broj
 
5

set
 
faktorijel
 
1

while
 
{
$broj
 
>
 
0
}
 
{

  
set
 
faktorijel
 
[expr
 
$faktorijel
 
*
 
$broj
]
 

  
incr
 
broj
 
-
1
 

}

puts
 
$faktorijel

```

### Windows PowerShell
```
$broj
 
=
 
5

$faktorijel
 
=
 
1

while
 
(
$broj
)
 
{

    
$faktorijel
 
*=
 
$broj
--

}

$faktorijel

```

### While језик
While програмски језик је прост програмски језик направљен од задатака, услова и while изјава, коришћених у теоретској анализи императивне семантике програмског језика.
```
C := 5;
F := 1;
while (C > 1) do
    F := F * C;
    C := C - 1;

```